# Soulèvement de Ljudevit
Batailles
Bataille de la Kupa
Le soulèvement de Ljudevit est une révolte de la Croatie panonienne sous la direction du prince Ljudevit contre les Francs, qui dure de 819 à 823. Ljudevit, provoqué par la cruauté de l'administration du margrave franc Cadolah, l'administrateur du Frioul, mène une rébellion contre le pouvoir franc, auquel se joignent les Slovènes (appelés "Carantanes") du nord de la Drave et les Timotchanes. En 819 , Ljudevit est en guerre contre le duc dalmate (croate) Borna, allié des franc. Vaincu après avoir résisté avec succès à plusieurs reprises aux troupes franques supérieures, il se réfugie en Dalmatie, où l'oncle de Borna, Ljudemisl, le fait tuer.
La principale source de cet évènement est la Vita Hludovici ("Vie de Louis") de l'Astronome.

## Cause du soulèvement
Puisque Ljudevit Posavski était convaincu que les conditions internes pour un soulèvement étaient suffisamment mûres, la raison du soulèvement a été facilement trouvée. Les annales franques rapportent que Ljudevit « inventa quelque chose de nouveau » et qu'il accusait faussement le margrave Cadolah « de cruauté et d'insolence ». Il semble que dans la « cruauté et l'insolence » de Cadolah, le fondement historique réel des procès se reflète dans la tentative d'affaiblir la résistance slave en introduisant l'élément féodal franc. Le soulèvement des Croates en est une illustration, comme le rapporte l'auteur du XXXe chapitre du De administrando imperio.
En parlant notamment des Croates de Dalmatie, l'auteur affirme que « pendant un certain nombre d'années, ils obéirent aux Francs comme auparavant dans leur propre pays ; les Francs furent si cruels envers eux qu'ils tuèrent les enfants croates et les donnèrent aux chiens. Ne pouvant supporter cela, les Croates se sont révoltés contre eux, tuant leurs gouverneurs. Pour cette raison, une grande armée est partie de Francie contre eux et, après sept années de guerre, les Croates avait finalement gagné avec difficulté et ont tué tous les Francs et leurs archonte Kocel".

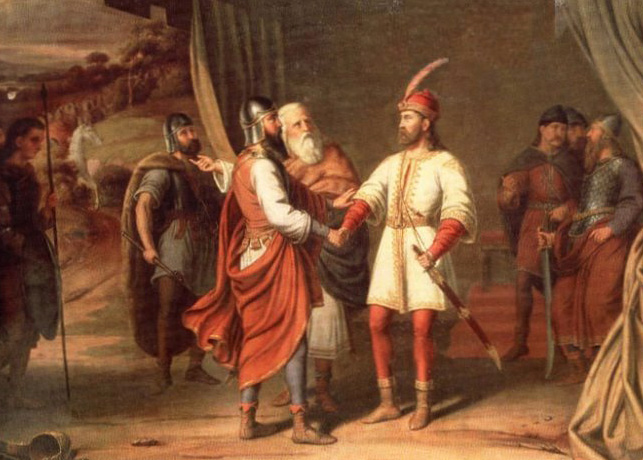
Ljudevit fait alliance avec les Carentins

La difficulté d'interprétation de ce passage réside dans le fait qu'il traite explicitement de la révolte des Croates en Dalmatie, et non de ceux de Pannonie ou d'Illyrie, bien que ces derniers aient également eu leur propre archonte selon De administrando imperio. La base de ces informations enregistrées à Byzance est sans aucun doute la tradition populaire. Elle a retenu la cruauté franque, des informations sur la grande armée franque, la guerre qui dura sept ans, la victoire finale des Croates et le meurtre de Kocel. Une telle concordance avec les informations provenant de sources franques sur le soulèvement de Ljudevit justifie, comme déjà souligné, d'interpréter ces informations anonymes comme une source pour les slaves pannoniens et non pour les Croates de Dalmatie. Il est donc beaucoup plus probable que la révolte se réfère à la résistance de Ljudevit, et non à la lutte d'un Carloman inconnu contre les Croates dans les années 870. Il semble que la lutte contre les Francs ait laissé des traces si profondes dans la tradition populaire que les Croates de Dalmatie l'ont également acceptée comme la leur, donc elle est probablement venue de leur milieu jusqu'à la cour byzantine où elle a été enregistrée. Outre le fait que le soulèvement a duré longtemps et a finalement réussi, il ne faut pas exagérer l'évaluation de la résistance de Ljudevit. La société n'était pas encore suffisamment différenciée pour que des relations antagonistes internes fortes soient nécessairement attendues, mais il est très peu probable que l'ensemble du monde paysan libre ait été impliqué dans la révolte. C'est pourquoi Ljudevit ne fait pas confiance uniquement à son propre peuple et se tourne vers ses voisins : les habitants de Carantanie (Slovènes) et, à l'est, les Braničevci et Timotchanes. Ces derniers, qui étaient seulement passés du côté des Francs en 818 après s'être rebellés contre les Bulgares, sont convaincus par Ljudevit, comme le prétendent les annales franques, avec de « fausses persuasions ». Les habitants de Gacka (les Guduscani) ont également rejoint Ljudevit dans le conflit décisif contre Borna près de la Kupa. Par conséquent, la zone du soulèvement était immense, mais le problème résidait dans le fait que Ljudevit ne disposait pas d'une armée capable de défendre un territoire aussi étendu que celui de l'autorité royale. Cela est en grande partie corroboré par les conflits armés pendant la révolte.

## Le premier conflit avec les Francs
La première armée envoyée depuis l'Italie en 819 n'a rien accompli. L'auteur admet que l'armée est revenue "presque sans avoir rien accompli", mais il semble tout faire pour dissimuler la défaite. Sinon, il est impossible d'interpréter la suite de son texte et la description de l'action de Ljudevit. En effet, il dit : "Quant à Ljudevit, enorgueilli, il a envoyé des émissaires à l'empereur comme s'il demandait la paix, en posant certaines conditions, qu'il promettrait de respecter s'il les acceptait". L’empereur, tout à fait compréhensible, n’a pas accepté les conditions, mais a plutôt envoyé ses représentants. Ljudevit n'aurait pas posé les conditions s'il n'avait pas été vainqueur. Il n'est pas impossible qu'il ait exigé de l'empereur des conditions d'assujettissement plus légères et l'arrêt de l'arrivée de féodaux francs.
Refoulé, Ljudevit se tourne vers les Timotchanes et les Braničevci. Lorsque l'armée avec Cadolah revient de Pannonie, le margrave "attrape la fièvre" et meurt quelque part dans le Frioul. Baldéric est nommé à sa place et se rend en Carantanie. À cette époque, Ljudevit a déjà conquis la Carantanie, car Eginhard affirme que Baldéric tente quelque part sur la Drave de s'opposer au prince de Pannonie et de lui couper la route. Les troupes de Ljudevit étant peu nombreuses, il dut battre en retraite après avoir été vaincu.

## Le conflit avec Borna sur la Kupa
Il semblerait que Ljudevit ait alors décidé de se diriger vers le sud et de tenter sa chance de l'autre côté. Borna l'apprit, il rassembla, selon le témoignage des annales de L'Astronome, une grande armée et rencontra Ljudevit à la frontière de la Croatie en 819, c'est-à-dire quelque part sur la Kupa. En raison du passage des Guduscani du côté de Ljudevit, Borna se retrouve dans une position très difficile, mais l'aide arrive à temps car il « s'est échappé de justesse protégé par ses prétoriens ». Cependant, il n'y avait pas non plus d'unité dans le camp de Ljudevit. Probablement pour des raisons personnelles, le beau-père de Ljudevit, Dragomuž (latin : Dragamosus), le quitte dès le début de la révolte et rejoint les ennemis. Il est tué lors de la bataille de la Kupa.
Borna subit une telle perte dans le conflit que Ljudevit décide d'en profiter. L'hiver suivant, il pille et met à feu et à sang les terres de Borna, que la source appelle Dalmatie. Mais Borna ne se sent plus à la hauteur de Ljudevit. Pour cette raison, il « enferma tout son peuple dans des châteaux » et attaqua l'ennemi « jour et nuit » avec une compagnie sélectionnée. Il se vanta plus tard auprès de l'empereur Louis qu'en combattant de cette manière, il avait causé de grandes pertes à Ljudevit, affirmant qu'en plus du butin, il avait tué trois mille hommes et capturé plus de trois cents chevaux.
Malgré les succès de Borna, Ljudevit n'était pas vaincu. Au concile d'Aix-la-Chapelle en 820; il est décidé que trois armées venant de trois côtés l'attaqueront. Dès que l'hiver est passé et que l'herbe a poussé pour le pâturage des chevaux, des armées ont été envoyées d'Italie à travers les Alpes noriques, la Carantanie, la Bavière et la Haute Pannonie. Les armées ont été stoppées dans leur progression jusqu'à ce que celle du milieu, à travers la Carantanie, soit la première à atteindre sa destination, après avoir tenu tête à deux forces ennemies. Ljudevit se réfugia dans un château sur une haute colline, qu'il construit lui-même, et a retenu ses hommes, ne voulant ni combattre ni négocier la paix.
Le chroniqueur se vante qu'après que les armées se soient à nouveau rencontrées, elles ont mis la terre « à feu et à sang », mais elles sont quand même rentrées chez elles sans succès. En outre, une épidémie a frappé l'armée en retraite à travers la Pannonie, causant la mort de nombreux soldats. Le seul véritable succès de ces armées a été la soumission des Carnioliens (en latin : Carniolenses) qui se sont rendus, ils peuplaient la région le long de la Save et sont presque voisins du Frioul. Le même sort a été réservé aux Carantanes qui ont rallié Ljudevit.

## Fuite et fin de Ljudevit
L'année suivante, il y eut un changement de gouvernement en Croatie. Borna est mort et Vladislav a été élu. En 822, Louis le Pieux envoie une armée en Pannonie contre Ljudevit. Ce dernier doit fuir pour se réfugier chez un prince dalmate. Il est ensuite trahi et assassiné en 823.